# Hana Ponická
Hana Ponická (15 juillet 1922 Halič, Tchécoslovaquie - 21 août 2007 à Banská Bystrica, Slovaquie) est une écrivaine slovaque et ancienne dissidente anti-communiste. Elle s'est opposée au gouvernement communiste de l'ancienne Tchécoslovaquie.

## Biographie
Hana Ponická est née en 1922 à Halič, en Tchécoslovaquie. En 1944, elle participe au soulèvement national slovaque contre le régime collaborationniste et contre les forces allemandes. Dans les années 1950, elle commence à se consacrer aussi à la littérature. Elle publie en 1953 un premier ouvrage pour enfant. En 1977, Hana Ponická signe le manifeste des droits de l'homme de la Charte 77. La Charte 77 a été inspirée par Václav Havel (un autre dissident et un dramaturge tchèque qui devint plus tard président de la République tchèque après l'éclatement de la Tchécoslovaquie). Elle est alors exclue de l'Union des écrivains et interdite de publication. 
Hana Ponická est en effet une journaliste et auteure de livres pour adultes et pour enfants.
Hana Ponická est arrêtée en août 1989 pour avoir célébré l'anniversaire de l'écrasement du mouvement démocratique tchécoslovaque par le Pacte de Varsovie en 1968. Elle est libérée de prison trois mois plus tard.
Hana Ponická participe à la fondation du Mouvement chrétien-démocrate, un important parti politique slovaque, après l'effondrement du communisme en Tchécoslovaquie à la fin de 1989. Lors des préparations des élections présidentielles en Tchécoslaquie qui ont vu l'élection de Vaclav Havel, elle fait partie des noms fréquemment cités comme candidat possibles.
Hana Ponická meurt à 85 ans, à Banská Bystrica, en Slovaquie, le 21 août 2007, le 39e anniversaire de l'invasion de la Tchécoslovaquie. Un porte-parole du Mouvement chrétien-démocrate, Martin Krajcovic, a annoncé son décès sans en préciser la cause. Hana Ponická a été enterrée à Halič, son village natal situé dans le sud de la Slovaquie.

## Vie privée
Elle a été l'épouse de l'écrivain Štefan Žary, du poète Ján Kostra et de l'historien militaire Jaroslav Šolec.